# الصفيحة المحلية

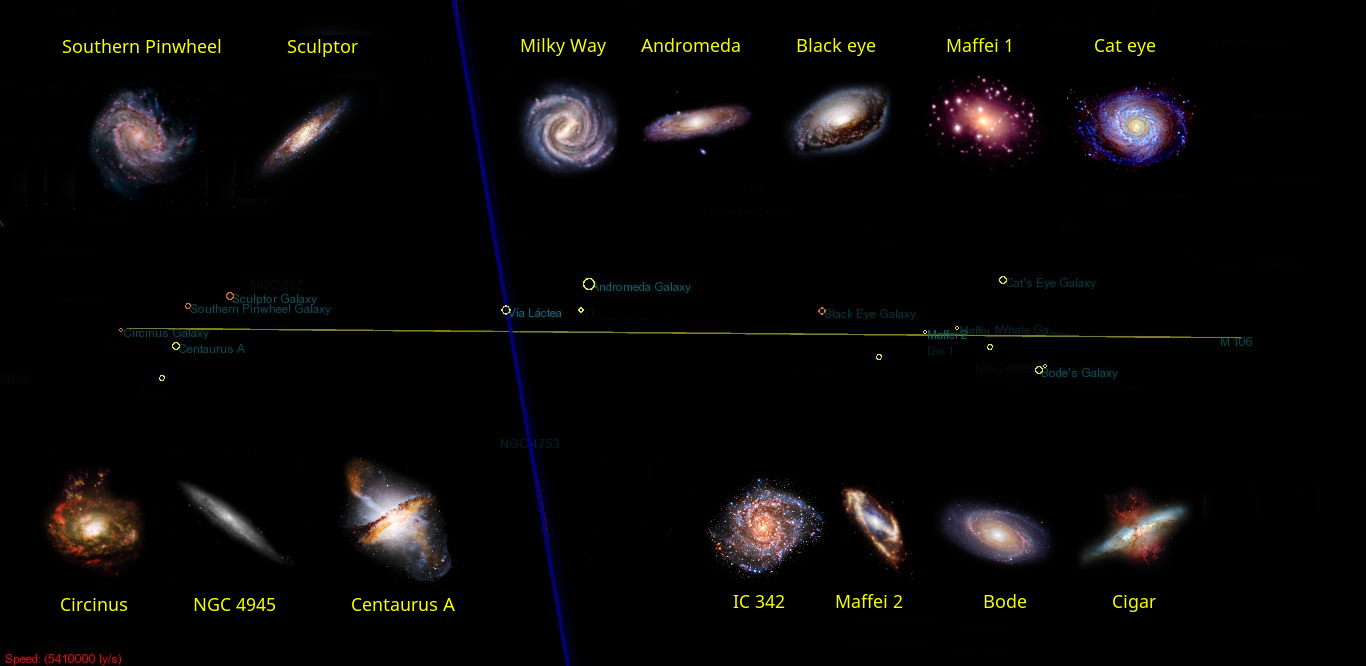
14 مجرة عملاقة من الصفيحة المحلية (منظر أمامي).

الصفيحة المحلية في علم الفلك هي منطقة قريبة من الفضاء خارج المجري حيث تشترك درب التبانة وأعضاء المجموعة المحلية والمجرات الأخرى في حركة فريدة مماثلة. تقع هذه المنطقة في دائرة نصف قطرها حوالي 7 مليون بارسيك (23 مليون سنة ضوئية)، 0.46 مليون بارسيك (1.5 مليون سنة ضوئية) سماكة، والمجرات التي تتجاوز هذه المسافة تظهر سرعات غريبة بشكل ملحوظ. المجموعة المحلية لديها سرعة غريبة صغيرة نسبيًا تبلغ 66 km⋅s−1 بالنسبة للصفيحة المحلية. سرعة تشتت المجرات النموذجية هي فقط 40 km⋅s−1 في الاتجاه الشعاعي. تنتمي جميع المجرات اللامعة القريبة تقريبًا إلى الصفيحة المحلية. تعد الصفيحة المحلية جزءًا من المجلد المحلي وهي موجودة في عنقود مجرات العذراء العظيم (عنقود فائق محلي). تشكل الصفيحة المحلية جدارًا من المجرات يرسم حدودًا واحدة للفراغ المحلي.